# Lai Chi Kok (stacja MTR)
Lai Chi Kok (chiński: 茘枝角) – jedna ze stacji MTR, systemu szybkiej kolei w Hongkongu, na Tsuen Wan Line. Została otwarta 17 maja 1982. 
Znajduje się w pod Cheung Sha Wan Road w obszarze Lai Chi Kok.